# Petter Solberg
Petter "Hollywood" Solberg (Askim, 18 de novembro de 1974) é um piloto automobilístico norueguês de rali, vencedor do Campeonato Mundial de Rali em 2003.
É casado com a sueca Pernilla Walfridsson, com quem tem um filho, Oliver.
Pernilla é filha do ex-condutor da Volvo e Campeão Europeu de Rallycross em 1980, Per-Inge "Pi" Walfridsson, que também alcançou um notável 4º lugar do Rali da Grã-Bretanha de 1973. 

## Carreira

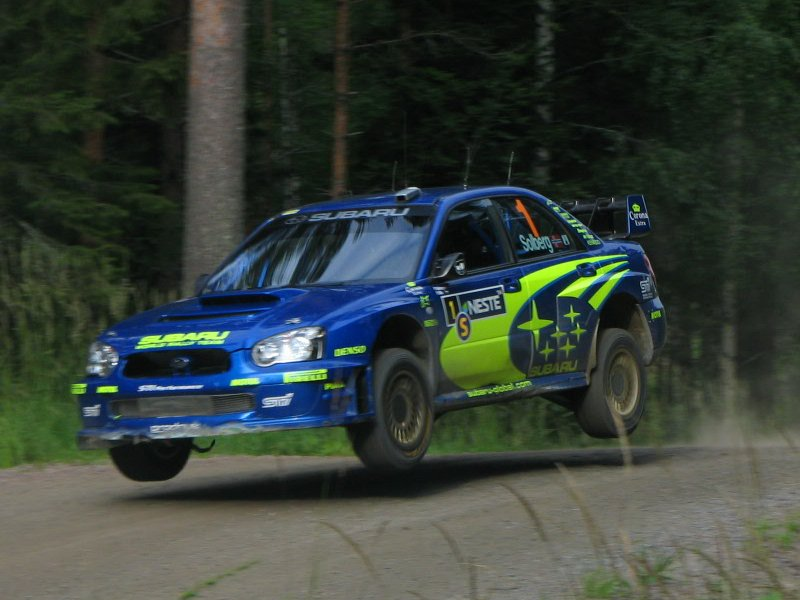
Subaru Impreza de Solberg em 2004.

Solberg ganhou o campeonato de carros por controlo remoto aos 13 anos, tendo o seu gosto por desporto automóvel sido aguçado pelos pais, a mãe Tove e o pai Terje, que são fãs e competidores de rallycross. Usou a sua curiosidade e gosto para reconstruir carros de competição na quinta dos pais.
Solberg entrou no seu primeiro bilcross (uma versão norueguesa de rallycross) em 1992, três dias após o seu 18º aniversário e um dia após tirar a carta de condução. Foi campeão norueguês de rallycross em 1995 (vencendo 19 das 21 especiais) e em 1996 (vencendo 15 das 19 especiais). Em 1998, tornou-se Campeão Norueguês de Rali (seu irmão mais velho Henning Solberg ganhou este campeonato cinco vezes seguidas entre 1999 e 2003). Por esta altura, elementos de uma equipa do Campeonato Mundial de Rali, reconhece o valor de Solberg e no final de 1998 Peter concorda ficar ao volante por três anos com a Ford Motor Company.

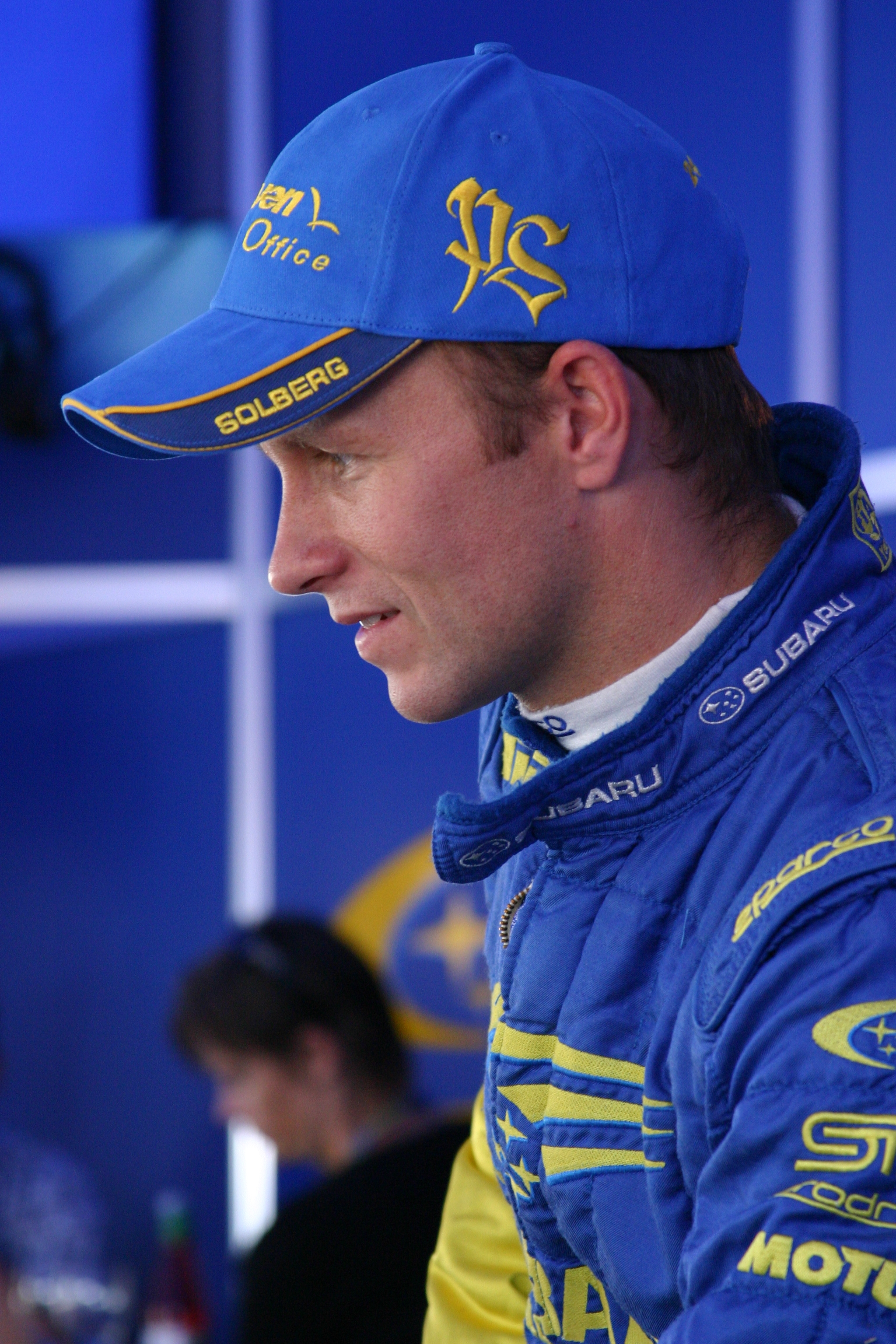
Petter Solberg, Rali da Finlândia de 2006.

Contudo em 2000, Solberg deixou a Ford prematuramente e assinou com a Prodrive Subaru World Rally Team (SWRT). O seu primeiro pódio teve de esperar até o Rali da Acrópole na Grécia, no ano seguinte um Solberg altruísta, procurou o máximo de pontos possíveis, descendo voluntariamente de 4º para 5º em Sanremo, para ajudar o seu colega de equipa Richard Burns que lutava pelo título mundial.
Em 2002, com o tetra campeão Tommi Mäkinen como seu colega de equipa e com a partida de Richard Burns para a Peugeot, Solberg venceu o seu primeiro rali no País de Gales após uma consistente participação e um acidente pouco comum a Marcus Grönholm. Em 2003, Solberg bateu o jovem Sébastien Loeb no Rali de Gales, lançando-o na segunda vitória neste rali e no seu primeiro título mundial.
Em 2004, Solberg venceu 5 das 16 provas no mundial, incluindo o Rali de Gales, mas acabou por perder o campeonato para Loeb, devido à falta de sorte em três ralis não terminados no meio da época. Em 2005, Solberg venceu três ralis, mas mais uma vez foi infeliz em ralis em que lutava pela vitória, nomeadamente no Rali da Austrália, em que foi obrigado a desistir após embater num canguru.
Em 2006, Solberg continuou ligado à Subaru, conduzindo uma nova versão do Impreza WRC. O seu maior patrocinador foi 24SevenOffice com um orçamento de 5 milhões de kroner, sendo um recorde para os padrões noruegueses. Quando Loeb preparava-se para conseguir cinco vitórias consecutivas num rali ao serviço de uma equipa privada (a Kronos) ao volante de um Citroën Xsara WRC, a sua vitória ficou comprometida após ter fracturado o braço enquanto andava de bicicleta na Suíça, Solberg apenas tinha vencido algumas especiais nos ralis do México, Argentina e Austrália. 
Solberg na época 2007, começou de forma prometedora, acabando em 6º lugar o Rali de Monte Carlo. Contudo os ralis seguintes não foram animadores para o norueguês. Perdeu muito tempo bem como o 3º lugar no Rali da Suécia, bem como o lugar mais baixo do pódio para o seu irmão Henning no Rali da Noruega. No México, Argentina e Sardenha, Petter teve de novo problemas técnicos, que lhe causaram duas desistências e uma derrota em Itália.
No rali antes da pausa foi mais vitorioso, o norueguês conseguiu um 3º lugar, após um interessante e dramático Rali da Acrópole.

## Vitórias no WRC
| #  | Evento                                 | Temporada | Co-piloto  | Carro              |
| -- | -------------------------------------- | --------- | ---------- | ------------------ |
| 1  | 58th Network Q Rally of Great Britain  | 2002      | Phil Mills | Subaru Impreza WRC |
| 2  | 31st Cyprus Rally                      | 2003      | Phil Mills | Subaru Impreza WRC |
| 3  | 16th Telstra Rally Australia           | 2003      | Phil Mills | Subaru Impreza WRC |
| 4  | 47ème Tour de Corse - Rallye de France | 2003      | Phil Mills | Subaru Impreza WRC |
| 5  | 59th Wales Rally of Great Britain      | 2003      | Phil Mills | Subaru Impreza WRC |
| 6  | 34th Propecia Rally New Zealand        | 2004      | Phil Mills | Subaru Impreza WRC |
| 7  | 51st Acropolis Rally                   | 2004      | Phil Mills | Subaru Impreza WRC |
| 8  | 1st Rally Japan                        | 2004      | Phil Mills | Subaru Impreza WRC |
| 9  | 60th Wales Rally of Great Britain      | 2004      | Phil Mills | Subaru Impreza WRC |
| 10 | 1º Supermag Rally d'Italia Sardinia    | 2004      | Phil Mills | Subaru Impreza WRC |
| 11 | 54th Uddeholm Swedish Rally            | 2005      | Phil Mills | Subaru Impreza WRC |
| 12 | 19º Corona Rally México                | 2005      | Phil Mills | Subaru Impreza WRC |
| 13 | 61st Wales Rally of Great Britain      | 2005      | Phil Mills | Subaru Impreza WRC |

- Commons